# Zlativky
Zlativky (Chrysophyceae) jsou třída řas, které patří do kmene Heterokontophyta, říše Chromalveolata. Je to poměrně malá, dobře definovaná skupina, většinou s bičíky (volní, kolonie), někdy však tvořící améboidní stélku ve slizu. Žijí převážně ve sladkých vodách. Živí se mixotrofně, což znamená, že vedle fotosyntézy se přiživují také fagocytózou nebo osmotrofií okolo plovoucí potravy.

## Stavba buněk

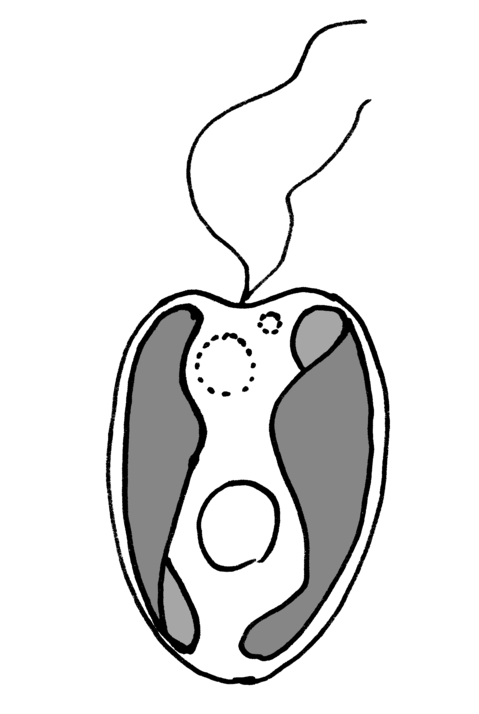
Buňka rodu Ochromonas

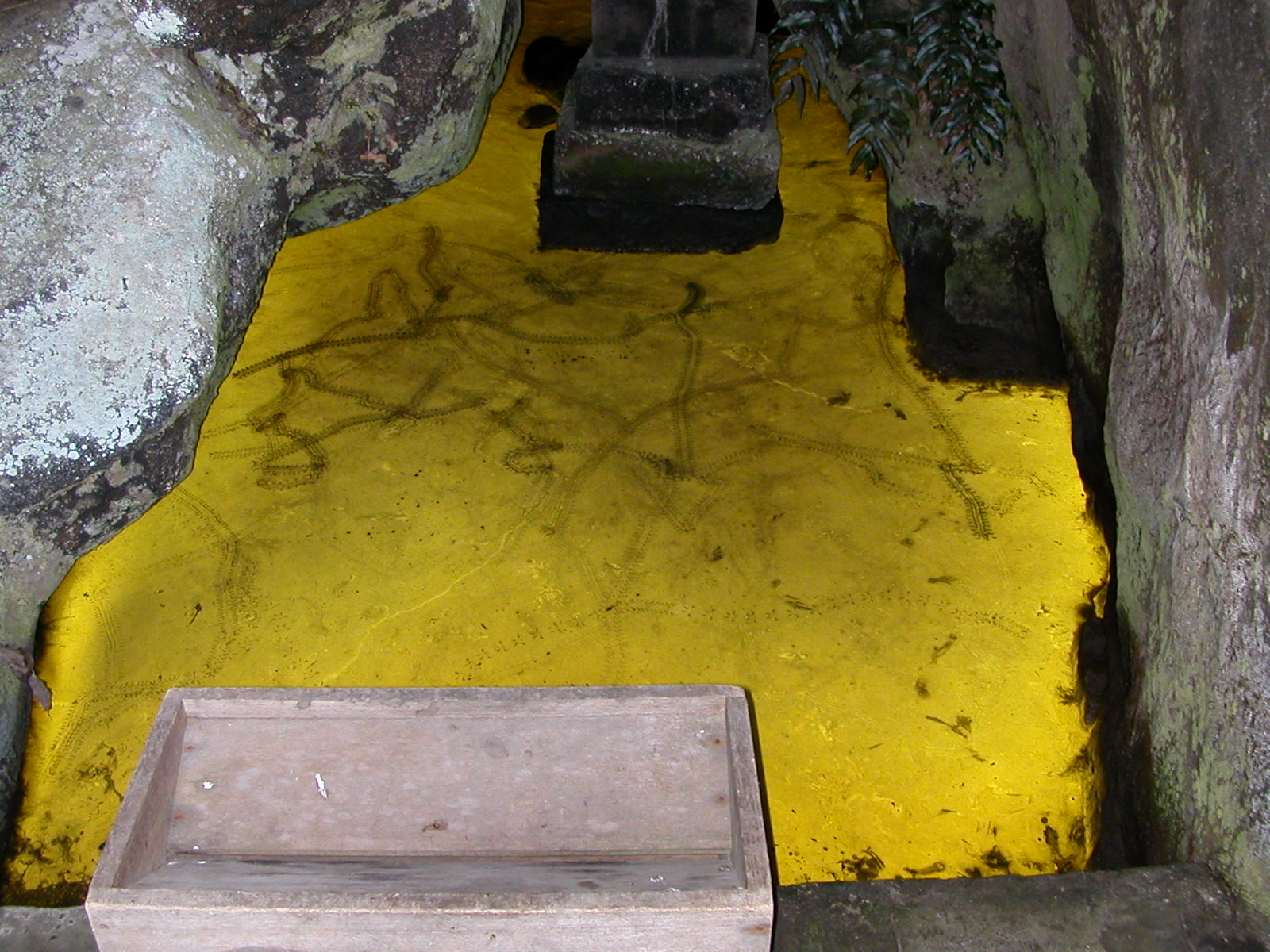
Porost Ochromonas vischeri

Buňky jsou většinou nahé, nebo v schránce, tzv. lorice, složené z chitinu nebo celulosy. Ta není nikdy spojena s cytoplasmatickou membránou, ani se neúčastní dělení. Buňky z ní mohou vylézt, a pak si vytvořit jinou, což dělají právě při rozmnožování. Někdy tvoří křemité šupiny.
Mají dva bičíky. Jeden je hlavní, ten má na sobě dvě řady mastigonemat (vlášení) a v přechodné zóně (místo, kde přestává být obalen membránou) má ztlustlinu. Druhý bičík má vlášení jednoduché (jedna řada mastigonemat) a na bázi (ukotvení bičíku v buňce) je fotoreceptor přiložený ke stigmatu (červená skvrna v prohlubni chloroplastu), ten obsahuje fotosenzitivní protein retinal. Bičíky mají čtyři tubulární kořeny, které jsou spojeny pomocí rhizoplastu (příčně pruhované kontraktilní vlákno) k buněčnému jádru.
Mají obvykle jeden nebo dva chloroplasty, který je obalen, mimo klasických dvou membrán, ještě membránou endoplazmatického retikula. V tomto případě ale nejde o primární endosymbiózu sinic, jako například u rostlin, ale o sekundární (předek zlativek nefagocytoval sinici, ale už eukaryotickou buňku – řasu – z které si udělal chloroplast.[zdroj?] Mezi endoplazmatickým retikulem a membránou chloroplastu je síťovitá struktura, která se nazývá periplastovité retikulum (k čemu slouží nevíme[zdroj?]). Chloroplastová DNA (cpDNA) je v prstencovitém nukleoidu (to je zbytek jádra předka chloroplastu).
Tylakoidy (membránové váčky, v kterých je uloženo barvivo) jsou po třech a tvoří prstencovitou lamelu. Zlativky mají specifická barviva. Mimo chlorofylu a mají chlorofyly c1 a c2, β-karoten (červené) a fukoxantin (žluté, díky kterému mají svůj název). Zásobní látky jsou chrysolaminaran, oleje a polyfosfátové granule, nazývané volutin, a jsou uloženy mimo chloroplast v cytoplazmě.
V jejich buňkách můžete pozorovat i pulsující vakuolu, která má osmoregulační funkci.
Diktyosom je další speciální organela, která vytváří slizový obal v palmelových (slizových) stádiích. Je složena z nenápadných váčků, které postupně přirůstají (nejmladší jsou u jádra, nejstarší u membrány). Obsahují amorfní (beztvaré) glykoproteiny.
Dalším tělískem, který se podílí na výrobě slizu jsou mukocysty. Ty jsou uloženy pod povrchem buňky. Jinými, ještě záhadnějšími tělísky, jsou tzv. diskobolocysty, to jsou vymrštitelná tělíska pod plasmatickou membránou, jejíž funkci neznáme. Oba útvary patří mezi extruzomy.

## Rozmnožování
Rozmnožují se většinou nepohlavně. Pohlavní rozmnožování pozorováno vzácně a to hologamické (úplné splynutí haploidních buněk). Specifické rozmnožování je u rodu Dinobryon, kde jsou v populaci samičí a samčí, morfologicky nerozpoznatelné klony. Samičí buňky produkují feromony (atraktanty), které působí na samčí buňky tak, že opustí loriku a po setkání s opačně laděným gametem dojde k splynutí. Výsledkem je zkřemenělá zygota, často obsahující dvě jádra. K splynutí jader zřejmě dochází se zpožděním.
Nepohlavní rozmnožování je prosté dělení. Mitóza je otevřená, jaderná membrána mizí hned na počátku. Bičíky se rozdělí před mitózou, a pak zastupují funkci centriol. Udržují jádra v určité vzdálenosti a v určité pozici.
Mimo klasického dělení také některé druhy tvoří nepohlavní cysty (stadia, v nichž je buňka uzavřena v pevném obalu, slouží k přečkání nepříznivých období), nazývají se stomatocysty a jsou křemičité. Tvoří se uvnitř buňky (endogenně). Celý proces byl studován u rodu Ochromonas. Uvnitř volně se pohybující vegetativní buňky se zprvu vytvoří váček, ve kterém se ukládá křemitý materiál (angl. "silicon deposition vesicle", SDV). Tento váček postupně nabývá tvar duté kuličky s lehce zkřemenělou stěnou. V té době buňka přestane plavat a pravděpodobně zatáhne nebo ztratí oba bičíky. V určité fázi zralosti je stěna budoucí cysty zřetelně zkřemenělá, s jediným neuzavřeným otvorem. Tím se do kulovité cysty nasouká celý protoplast bičíkovce. Naposledy se vstupní otvor uzavře zátkou. Zátka, usazená v nálevkovitém hrdle cysty, je z pevného materiálu, ale nekřemení.
Povrch zralých stomatocyst mívá určitou, ale poměrně chudou strukturu. Rozdíly jsou ve tvaru hrdla, v přítomnosti povrchových trnů a osténků slouží k jejich určování. Slouží geologům pro určení stáří vrstvy (rozlišují přes dvě stovky typů), nejstarší nálezy jsou 14 000 let staré.

## Systém a někteří zástupci
Třída zlativek má tři řády: Chromulinales, Hiberdiales, Hydruales. Liší se hlavně ultrastrukturou, až na řád Hydruales, který tvoří stélky okem viditelné, ve slizových obalech.
Chromulinales – nahé buňky i loriky, různě dlouhé bičíky, někdy mají šupiny, tvoří palmelová stadia
- Chromulina – drobný bičíkovec, krátký bičík silně redukován;
- Ochromonas – bezblanný (má jen plazmatickou membránu), mají vymrštitelné discobolocysty
- Uroglena – koloniální, tvořené průzračným slizem, čisté vody, citlivý vůči mechanickému poškození;
- Dinobryon – tvoří malé plovoucí kolonie, chitinová lorika , výrazné stigma, fagotrofie
- Kephyriopsis – jeden viditelný bičík, baňková lorika, jarní plankton, hologamie;
- Epipyxis – mixotrofní bičíkovec, nástěnný chlch, lorika nálevkovitá, složená ze šupin
- Paraphysomonas – jemné křemité šupiny s kruhovou bází, s ostnem, sladkovodní, hojný;
- Chrysoameba – tvarově proměnlivé buňky, bičíky se někdy nevytvoří, mají rhizopodia
- Gleochrysis – kulovité buňky, amorfní sliz, zoospory 1 bičík, často tvoří stomatocysty

Hiberdiales – nový řád, odlišen na základě ultrastruktury bičíku;, který je odlišná od Chromulinales.
- Hiberdia – dvě formy: kokální a bičíkaté stadium, bičíky svírají odlišný úhel, mimo fukoxantinu obsahují vaucherioxantin (opět barvivo, ale typické pro Vaucheriales – úplně jiná třída)
- Chromophyton – 2 bičíky, někdy tvoří blanku na hladině (které se říká epineuston)
- Bitrichia – žije v oligotrofních jezerech v planktonu, má lorika, vybíhají 2 duté ostny, z otvoru loriky vystrčené panožky
- Laginyon – žije na dně ve sladkých vodách, lorika ve tvaru křivule

Hydruales
- Hydrurus – makroskopická stélka (v našich vodách kolem deseti centimetrech, ale níže v Evropě daleko větší,[zdroj?] až 30 cm), gleomorfí (ve slizové obalu celá), epifyt v oligotrofních (opravdu čistých) potocích, voní po rybím tuku, má velmi výrazné stomatocysty, čočkovité s křídlem
- Phaeodermatium – buňky uložené v jednovrstevných krustách, velmi podobný Hydrurus, možné že jde o jeden druh